# Grouville
Grouville ist eine der zwölf Gemeinden (Parishes) von Jersey. Die Gemeinde liegt im Osten und äußersten Südosten der Insel und umfasst 4567 vergées (7,8 km², 7 % der Landfläche von Jersey). Historisch wurde die Gemeinde Saint Martin de Grouville genannt, dem Namen folgte später  Saint Martin (historisch Saint Martin le Vieux). Die Gemeinde wird zunehmend als Wohnort nachgefragt.
Nachbargemeinden sind Saint Martin im Norden, Saint Saviour im Westen und Saint Clement im Süden. Im Osten wird sie durch den breiten Strand der Royal Bay begrenzt.

## Sehenswürdigkeiten

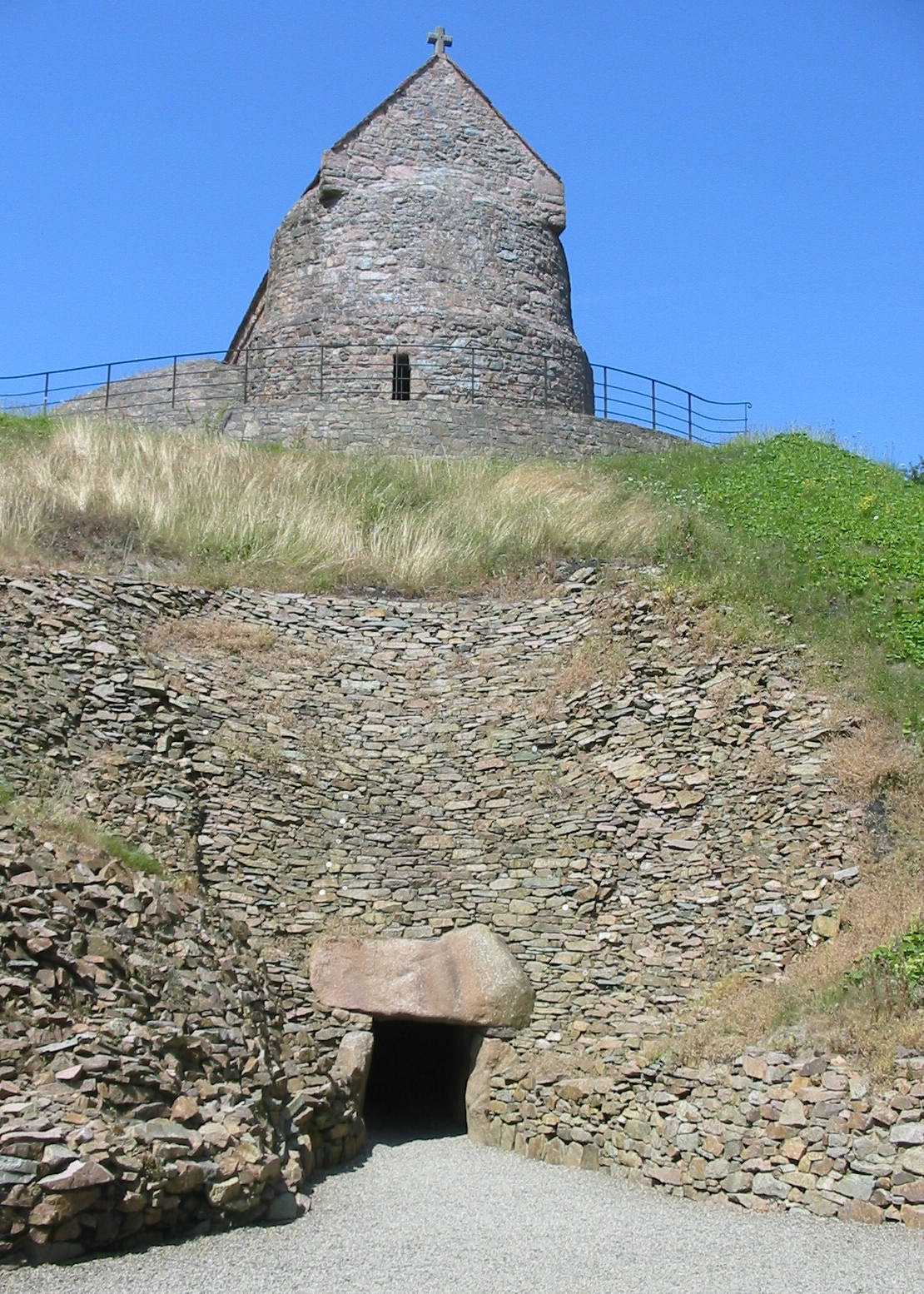
Der Eingang zum Dolmen von La Hougue Bie, darüber die Kapelle.

Die Gemeinde Grouville teilt sich mit der Nachbargemeinde Saint Martin, eine Widmung an den heiligen Martin von Tours (St. Martin). Zur Unterscheidung wurde die Parochialkirche (Parish church) als Saint Martin de Grouville geweiht, während die der Nachbargemeinde die als Saint Martin le Vieux bezeichnet wird.
Die Kirche St. Peter La Rocque wurde im 19. Jahrhundert gebaut.
Die Royal Bay (Königliche Bucht) von Grouville bekam ihren Beinamen königlich 1846 von Königin Victoria verliehen, die von dem Besuch der Bucht stark beeindruckt war. Die Bucht wird von Einheimischen wie Touristen wegen ihres breiten Sandstrandes geschätzt. Hier befindet sich auch das größte Areal der Austernzucht auf Jersey und früher das für die Herstellung von Algendünger. Lediglich der nördlichste Teil der Bucht mit Mont Orgueil Castle und dem Hafen von Gorey gehört nicht zur Gemeinde Grouville, sondern zu Saint Martin. Der größte Teil des Dorfes Gorey, Gorey Village, ist Teil der Gemeinde. Dort hat auch der Royal Jersey Golf Club seinen Sitz.
Auf dem Gemeindegebiet liegt die bekannteste archäologische Fundstätte Jerseys, der Dolmen von La Hougue Bie, die nunmehr ein Museum ist, was durch den Jersey Heritage Trust betrieben wird.
Fort Henry ist die Ruine eines Küstenforts, dessen Ursprünge bis aufs 15. Jahrhundert zurückgehen.
La Rocque war die Stelle, wo die französische Armee am 6. Januar 1781 landete und der Battle of Jersey (Krieg von Jersey) begann.
Queen's Valley, das heute von einem Stausee eingenommen wird, war in den 1980er Jahren Grund für heftige Debatten um die Sicherstellung der Trinkwasserversorgung von Jersey. Ein Erhalt des Tales konnte von Umwelt- und Naturschützern nicht durchgesetzt werden.
2012 wurde im Gemeindegebiet der bisher größte Münzfund, der Hortfund von Grouville mit etwa 750 kg Münzen aus der keltischen Zeit gemacht, der im Museum von La Hougue Bie ausgestellt ist.

## Bevölkerungsentwicklung
Historische Populationen:
- 1991: 4.297
- 1996: 4.658
- 2001: 4.702
- 2011: 4.866[2]

## Politik
Die Gemeinde ist in vier Gemeindeteile (vingtaines) eingeteilt:
- La Vingtaine des Marais
- La Vingtaine de la Rue
- La Vingtaine de Longueville
- La Vingtaine de la Rocque

Die Inselgruppe Minquiers gehört verwaltungsseitig zur Gemeinde Grouville.
Grouville bildet einen Wahlbezirk und wählt einen Abgeordneten.
Alle Gemeinden von Jersey, demzufolge auch Grouville, haben eine Ehrenpolizei aus freiwilligen Mitgliedern, die, polizeiähnlich organisiert, bestimmte Rechte besitzen.

## Bildung
Grouville verfügt mit der Grouville School über eine Grundschule, der eine Kinderkrippe (nursery) angeschlossen ist. Weiterführende Schulen sind im Ort nicht vorhanden.

## Persönlichkeiten
- Harry Vardon (1870–1937), Berufsgolfer

## Partnergemeinde
Einzige Partnergemeinde ist zurzeit (2017):
 Portbail (Département Manche), Frankreich